# شب خوب
«شب خوب» (انگلیسی: The Good Night) فیلمی بریتانیایی-آمریکایی در سبک کمدی رمانتیک به کارگردانی جیک پالترو است که در سال ۲۰۰۷ منتشر شد.

## بازیگران
- مارتین فریمن
- گوئینت پالترو
- پنه‌لوپه کروز
- دنی دویتو
- سایمون پگ
- مایکل گمبون